# 六洞河
六洞河，是中国长江流域的一条河流，汇入沅江上游清水江，属于沅江水系。河长187千米，流域面积2095平方千米，多年平均流量37立方米每秒。自然落差551米。水能理论蕴藏量7万千瓦。